# 톰 훌스
톰 훌스(Tom Hulce, 1953년 12월 6일 ~ )는 미국의 배우이다.

## 출연 작품
- 아마데우스(1984년작) 모차르트역
- 프랑켄슈타인(1994년작) 헨리 클러발역